# Ant-Man (Scott Lang)
Scott Lang is een fictieve superheld uit de strips van Marvel Comics, en de tweede superheld die de naam "Ant-Man" gebruikte. De eerste was Hank Pym. Scott Lang is een ex-dief en elektronica expert. Hij verscheen voor het eerst in The Avengers #181 (maart 1979) en werd Ant-Man in Marvel Premiere #47 (april 1979).
De Nederlandse stem van Scott Lang werd ingesproken door Jelle Amersfoort. 

## Biografie
Scott Lang werd geboren in Coral Gables, Florida. Hij werd een inbreker toen hij als elektronica expert niet genoeg geld wist te verdienen om zijn gezin te onderhouden. Hij werd gearresteerd en naar de gevangenis gestuurd, maar kwam na 3 jaar alweer vrij vanwege goed gedrag.
In de gevangenis zette Lang zijn studie naar elektronica voort, en werd ingehuurd door Star International. Toen zijn dochter Cassandra Lang zwaar ziek werd, richtte Scott zich uit wanhoop weer tot inbraken.
Hij brak in bij het huis van Henry Pym en stal zijn Ant-Man uniform en cilinders met krimpgas. Als Ant-Man brak Lang in bij Technological Enterprises, en ontdekte dat Dr. Sondheim, de enige man die zijn dochter kon helpen, gevangen werd gehouden. Scott redde de dokter, en Sondheim was in staat Cassandra te genezen.
Lang wilde het Ant-Man kostuum terugbrengen en zichzelf overgeven aan de politie, maar Pym, die al wist waarvoor Scott de gestolen spullen had gebruikt, bood hem aan het kostuum te houden op voorwaarde dat hij het zou gebruiken om de orde te handhaven.
Niet lang daarna werd Scott de nieuwe Ant-Man en hielp meerdere malen Iron Man en de Avengers. Hij werd korte tijd ingehuurd door de Fantastic Four toen Reed Richards werd vermist. Nadat Langs ex-vrouw de voogdij over hun dochter kreeg, werd Scott een vast lid van de Avengers. Zijn persoonlijkheid botste nogal met dat van zijn mede avenger Jack of Hearts. Kort voordat Jack zelfmoord pleegde in The Avengers (3e serie) #76, hielp hij Cassie te redden van een kindermoordenaar.
Lang had een relatie met privédetective en voormalig superheldin Jessica Jones. Dit liep stuk toen bleek dat Jessica zwanger was van Luke Cage. Toen voormalig Avengers Scarlet Witch doordraaide, wekte ze met haar krachten onder andere Jack of Hearts weer tot leven. Hij keerde terug naar de Avengers basis, en blies deze op. Scott kwam om in de explosie.

## Krachten
Via de door Henry Pym uitgevonden gasvormige “Pym Deeltjes”, die opgeslagen zitten in kleine capsules in zijn kostuum, kan Ant-Man zichzelf doen krimpen tot het formaat van een mier. Hij kan dan telepathisch communiceren met insecten via zijn cybernetische helm. Ook behoudt hij in zijn kleine vorm de kracht die hij in zijn normale vorm heeft, waardoor hij (in verhouding tot zijn lichaamslengte) bovenmenselijke kracht verkrijgt.

## In andere media

### Marvel Cinematic Universe
Scott Lang wordt gespeeld door Paul Rudd in het Marvel Cinematic Universe en komt voor in de films Ant-Man, Captain America: Civil War, Ant-Man and the Wasp en Avengers: Endgame.
Scott Lang was een voormalig crimineel die net uit de gevangenis was ontslagen. Om de alimentatie te kunnen betalen om zijn dochter Cassie te blijven zien, brak Lang in in het huis van Hank Pym, een rijke wetenschapper. Lang vindt als enige buit het Ant-Man-pak en neemt het pak mee. Wanneer hij het pak uitprobeert, krimpt hij zichzelf per ongeluk tot het formaat van een mier. Geschrokken van wat het pak kan besluit hij het terug te brengen, maar hij wordt gearresteerd door de politie. Onder de indruk van Langs vaardigheden besluit Pym hem te helpen ontsnappen en te rekruteren. Hij wil dat Lang met het Ant-Man-pak uiteindelijk het Yellowjacket-pak van Cross steelt. Hope van Dyne, Pyms dochter, helpt hem te trainen voor de taak. Zo leert Pym hem onder andere mieren te commanderen als hij klein is. Tevens blijkt dat Pym en zijn dochter op gespannen voet met elkaar staan omdat Pyms vrouw, Janet, is gestorven toen ze met een ander krimppak een Sovjet-raket uitschakelde. Langs eerste opdracht wordt een apparaat stelen uit het hoofdkwartier van De Avengers. Dit lukt, ondanks tussenkomst van Sam Wilson.
Lang infiltreert in het gebouw en saboteert de computerservers, maar wordt gevangen genomen door Cross wanneer hij het Yellowjacketpak wil stelen. Cross dreigt nu beide krimppakken aan HYDRA te verkopen. Lang kan ontsnappen en verslaat de meeste HYDRA-agenten wanneer deze het pak komen halen, maar HYDRA-leider Mitchell Carson kan ontkomen. 
Cross trekt het Yellowjacket pak aan, en een gevecht tussen hem en Lang volgt. Het eerste gevecht eindigt onbeslist omdat Lang wordt gearresteerd door Paxton, de agent die nu een relatie heeft met Maggie, Langs ex-vrouw. Cross gijzelt hierop Cassie om Lang tot een tweede gevecht te dwingen. In dit gevecht doodt Lang Cross door tot subatomair niveau te krimpen en Cross’ pak te saboteren zodat het oneindig blijft krimpen. Als dank voor zijn heldendaad zorgt Paxton ervoor dat Lang uit de gevangenis blijft. 
Tijdens Captain America Civil War vocht Ant-Man naast Captain America nadat hij werd gerekruteerd door Falcon, die hij eerder had ontmoet voordat hij Cross versloeg. Hij kreeg de kans om terug te gaan, want wat ze zouden doen zou illegaal zijn. Lang spotte dat hij het al gewoon was om gezocht te worden en deed mee. Lang werd vervolgens gevangen gezet op de Raft na de Clash of the Avengers totdat hij werd bevrijd door Captain America. Samen met Hawkeye keerde hij terug naar een normaal leven door een deal te sluiten met Thaddeus Ross van de Verenigde Naties, wat resulteerde dat hij onder huisarrest werd geplaatst.
Twee jaar na de Clash of the Avengers, bleef Lang onder huisarrest en bracht hij veel tijd door met zijn dochter en het leren van goocheltrucs. Op een dag tegen het einde van zijn straf ontving Lang een droom van Janet van Dyne waarin hij een jongere Hope zag. Lang bracht Pym en Hope op de hoogte, die op de vlucht waren vanwege de Sokovia-akkoorden. Hope, die nu de mantel van Wasp in handen had, nam Lang mee uit zijn huis, terwijl ze met succes Langs enkelband misleidde, en nam hem mee naar het draagbare laboratorium van haar vader. In het laboratorium van Pym leerden de drie dat Lang kwantitatief verward was met Janet en dat ze een beperkte hoeveelheid tijd hadden om haar terug te halen uit het Quantum-rijk. Ava Starr en Bill Foster, een voormalige collega van Pym, probeerde het lab te stelen en Janets energie te gebruiken om Ava te genezen van haar ontastbaarheid en pijn. Sonny Burch, een criminele zakenman, zocht ook naar het lab voor zijn geavanceerde technologie. Samen konden Lang en Hope ze bevechten als Ant-Man and the Wasp terwijl Pym zelf het Quantum Realm binnenging en met succes zijn vrouw redde. Bij haar terugkeer was Janet in staat Ava te genezen. Lang rondde zijn straf af, en was niet langer onder huisarrest.
Niet lang daarna ging Scott via een draagbaar Quantum Realm portaal energie ophalen voor Ava om haar te kunnen blijven genezen. Hope, Hank en Janet stonden aan de andere kant van het portaal. Terwijl Scott zich voorbereidde op zijn terugkeer vergingen Hope, Hank en Janet tot stof doordat Thanos alle infinitystones verzamelde en bleef Scott vast zitten in de Quantum Realm. Hij weet uiteindelijk vijf jaar later pas uit het Quantum Realm te ontsnappen doordat een rat per ongeluk de machine weer activeert. Ant-Man weet in eerste instantie niet wat er is gebeurd, doordat de tijd in Quantum Realm anders gaat dan in het echte leven. Hij zoekt de overgebleven Avengers en vertelt hen hierover. Hierdoor weten ze met hulp van Iron Man een machine te maken om door de tijd te reizen. Uiteindelijk gaat Ant-Man met de overgebleven Avengers terug in de tijd om de infinitystones te bemachtigen, voordat Thanos dat kan doen, om zo zijn daden ongedaan te maken, dit lukt hen. Ant-Man is onder andere te zien in:
- WHiH Newsfront (2015)
- Ant-Man (2015)
- Captain America: Civil War (2016)
- Ant-Man and the Wasp (2018)
- Avengers: Endgame (2019)
- What If...? (2021-2023) (stem) (Disney+)
- Ant-Man and the Wasp: Quantumania (2023)